# La Varde
Koordinaten: 49° 30′ 8″ N, 2° 32′ 12″ W

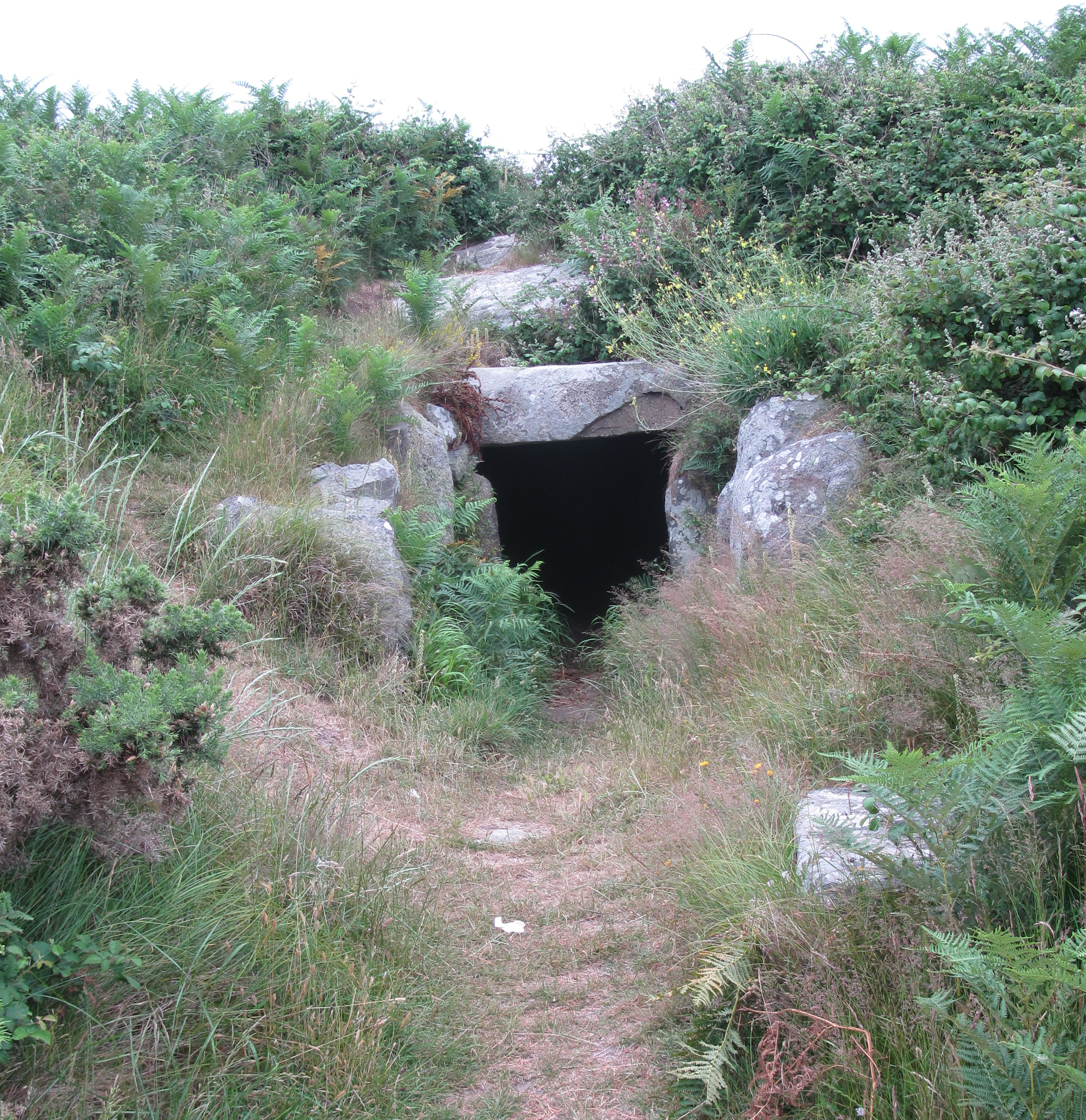
Der Zugang zu La Varde im Jahre 2010

La Varde ist die größte Megalithanlage der Kanalinseln und eine der größten in Großbritannien. Das neolithische Denkmal wurde im Jahr 1811 während militärischer Übungen auf L’Ancresse Common unter einer Düne auf der Halbinsel Le Clos du Valle, im Norden der Insel Guernsey entdeckt. Die Struktur aus grauem Granit liegt heute auf dem Gelände des L'Ancresse Golf Clubs.

## Beschreibung
Das Entrance Grave besteht aus einer etwa 10,0 m langen Kammer, die sich V-förmig erweitert und am Ende 3,6 m breit ist. Die Anlage ist innen maximal 2,1 m hoch. Der Zugang befindet sich im Osten. Die ursprünglich sieben Tragsteine stützen sechs Decksteine, deren Größe von West nach Ost abnimmt. Im Jahre 1898 erhielt der größte Deckstein einen modernen Stützpfeiler. 
Erste Grabungen deckten die Scherben von zwei oder drei Tongefäßen, menschliche Knochen und Leichenbrand auf. Der Ahnenforscher William Berry (1774–1851) aus Guernsey beschrieb La Varde im Jahre 1815 als „aus fünf Steinen in abnehmender Größe von etwa 25 auf 10 Tonnen Gewicht bestehend“ und gab die Maße der Anlage an. Der Antiquar Frederick Corbin Lukis (1788–1871) fand bei seiner Ausgrabung im Jahre 1837 Scherben von Bechern, Schüsseln und mehr als 150 Urnen, Fragmente einer dünnen Bronzeplatte sowie Objekte aus Stein und Skelettreste. Die Funde weisen auf eine Nutzung der Anlage zwischen 3500 und 2000 v. Chr. Ein kleiner Steinkreis steht etwa 30 m entfernt vom Dolmen.

## Die Nebenkammer
Die Kammer, die im Hügel der Megalithanlage von La Varde entdeckt wurde, enthielt zwei ungewöhnlich platzierte Skelette. Beim Graben am Hügel wurde ein großer flacher Stein entdeckt, der sich als Deckstein einer kleinen Kammer erwies. Nach der Entfernung wurden im oberen Teil zwei menschliche Schädel sichtbar, die zu Skeletten gehörten, von denen eines mit Blick nach Norden, das andere nach Süden angeordnet war. Die Kammer war mit Erde und Napfschneckenschalen angefüllt, die während der Untersuchung nach und nach entfernt wurden, um die Skelette der aufrecht kniend Bestatteten freizulegen. Die gut erhaltenen Zähne und Kiefer belegen, dass sie von erwachsenen jungen Männern stammten. Die Knochen der Extremitäten waren weniger zersetzt als der obere Teil. Der Grund, warum die Skelette in dieser ungewöhnlichen Position bestattet wurden, war nicht zu bestimmen. Vermutlich waren die Toten Untergebene, die anlässlich der Beerdigung einer renommierten Persönlichkeit, die in der Hauptkammer des Passage Tombs bestattet wurde, getötet – bzw. möglicherweise lebendig begraben – wurden. Das völlige Fehlen von Beigaben in der kleinen Kammer belegt, dass die in der Nebenkammer beigesetzten Personen weniger Schätzung erfuhren.
Die Steinkiste von La Mare ès Mauves liegt etwa 200 m vom Strand auf dem Gelände des L'Ancresse Golf Clubs.